# Norge i olympiska sommarspelen 1932
Norge deltog med sju deltagare vid de olympiska sommarspelen 1932 i Los Angeles, men ingen av landets deltagare erövrade någon medalj. Detta var första gången som Norge blev utan medalj vid ett olympiskt spel.